# Кожокару, Емельян Самсонович
Кожокару Емельян Самсонович — Герой Социалистического труда.

## Биография
Родился в Бессарабской губернии в селе Цеплешты.
Два года служил в румынской армии. В 1941 мобилизован в РККА, служил в стройбате на Сталинском заводе ферросплавов.
С 1943 года работал грузчиком, горновым, затем старшим плавильщиком.
19 июля 1958 года за выдающиеся успехи, достигнутые в деле развития цветной металлургии, присвоено звание Героя Социалистического Труда.
Избирался депутатом Кемеровского облсовета.